# Han Ying Chieh
Han Ying Chieh (韓英傑 | cantonès: Hon Ying Git | mandarí: Hán Yīng Jié) va ser un actor i coreògraf d'arts marcials xinès, nascut a Xangai el 1927 i mort a Hong Kong el 1991.

## Biografia
Sent nen Han i la seva família es van traslladar a Pequín, on uns anys després es va inscriure en una Escola d'Òpera de Pequín. El 1946 va tornar a Xangai on va fer d'especialista cinematogràfic en algunes pel·lícules, traslladant-se posteriorment a Hong Kong i Singapur on va exercir també d'extra cinematogràfic al mateix temps que s'anava desenvolupant el seu interès per la coreografia d'escenes d'arts marcials. A principis de la dècada dels 60 ja era un prestigiós coreògraf de la companyia Shaw Bros. En aquesta època va travar amistat amb el llavors actor King Hu, que quan es va convertir en director, li va oferir el lloc de coreògraf d'acció i actor en algunes de les seves primeres pel·lícules. El gran èxit d'un dels primers projectes junts, Beu amb mi (1966), va confirmar l'enteniment del binomi i quan Hu va decidir establir-se en Taiwan a la recerca de major llibertat creativa per a les seves pel·lícules, va demanar a Han que li acompanyés. Allí van rodar dues importants pel·lícules, Dragon Gate Inn (1967) i especialment Un toc de Zen (1969-71). Han va decidir tornar a Hong Kong amb el seu jove deixeble Sammo Hung i tots dos van signar un contracte amb la nova companyia Golden Harvest; poc després Han va ser assignat al director El Wei. Amb ell va rodar dos papers per a l'estrella de la companyia, Bruce Lee. En el primer d'aquests, Kàrate a mort a Bangkok (1971), Han va realitzar el seu paper més recordat, el del malvat Gran Cap El meu que té un enfrontament final amb Lee. Han va seguir signant les coreografies dels grans estels de la companyia fins que a mitjan anys 70 va decidir establir-se de nou a Taiwan. Després d'una sèrie d'esporàdiques aparicions al cinema durant la dècada dels 80, va intervenir en la seva última pel·lícula, Swordsman el 1990, de nou a les ordres de King Hu i va morir de càncer al cap de poc de finalitzar el rodatge, quan només tenia 64 anys.

## Filmografia
- 1964: The Story of Sue San
- 1964: Lady General Hua Mu-Lan
- 1964: The Shepherd Girl
- 1964: The Amorous Lotus Pan
- 1964: Between Tears and Smiles
- 1964: A Story of Three Loves (Part 1)
- 1964: A Story of Three Loves (Part 2)
- 1965: The Mermaid
- 1965: Sons of Good Earth
- 1965: The Lotus Lamp
- 1966: Die Herberge zum Drachentor
- 1966: Das Schwert der gelben Tigerin
- 1967: Angel with the Iron Fists
- 1967: The Iron Horse
- 1968: Death Valley
- 1968: The Black Butterfly
- 1968: The Angel Strikes Again
- 1968: Killer Darts
- 1968: Travels with a Sword
- 1969: Dragon Swamp
- 1969: Killers Five
- 1969: Iron Bones
- 1970: The Eagle's Claw
- 1971: Die Todesfaust des Cheng Li
- 1971: Ein Hauch von Zen
- 1971: The Invincible Eight
- 1971: The Angry River
- 1971: The Big Boss
- 1972: Fists Of Fury (starring Bruce Lee)
- 1972: Todesgrüße aus Shanghai
- 1972: Iron Bull
- 1973: Der Letzte Kampf des Lee Khan
- 1973: The Fighter - Flucht ins Chaos
- 1973: None but the Brave
- 1973: Back Alley Princess
- 1973: A Man Called Tiger
- 1973: Fist of Shaolin
- 1973: Unsubdued Furies
- 1974: Tornado of Pearl River
- 1974: Fists for Revenge
- 1975: Die Mutigen
- 1975: Die Falle des gelben Drachen
- 1975: The Silent Guest from Peking
- 1975: Heroes in Late Ming Dynasty
- 1976: Zwei Fäuste stärker als Bruce Lee
- 1976: Die Pranke des gelben Tigers
- 1976: Todeskommando Queensway
- 1976: One Armed Swordsmen
- 1976: The Himalayan
- 1976: Die Letzte Schlacht von Yang Chao
- 1977: Broken Oath
- 1977: The Martyrs
- 1977: Six Kung Fu Heroes
- 1978: Bruce Lee - Der reißende Puma
- 1978: The Jade Hairpin Alliance
- 1978: The Prominent Eunuch Chen Ho
- 1979: Duell der 7 Tiger
- 1980: The Magnificent Kick
- 1981: End of the Wicked Tigers
- 1984: Last Hero in Chin
- 1987: Killer's Nocturne
- 1990: Meister des Schwertes